# K-Mart
K-Mart (někdy Kmart) je americký internetový obchod, někdejší obchodní řetězec obchodních domů, diskontních supermarketů a hypermarketů sídlící v Hoffman Estates ve státě Illinois. Společnost pod názvem S.S. Kresge Corporation vznikla roku 1899, v roce 1977 byla přejmenována na Kmart Corporation. První obchod s názvem Kmart otevřela společnost v roce 1962. Při svém největším rozmachu, tedy roku 1994, provozovala společnost celosvětově 2 486 obchodů Kmart.

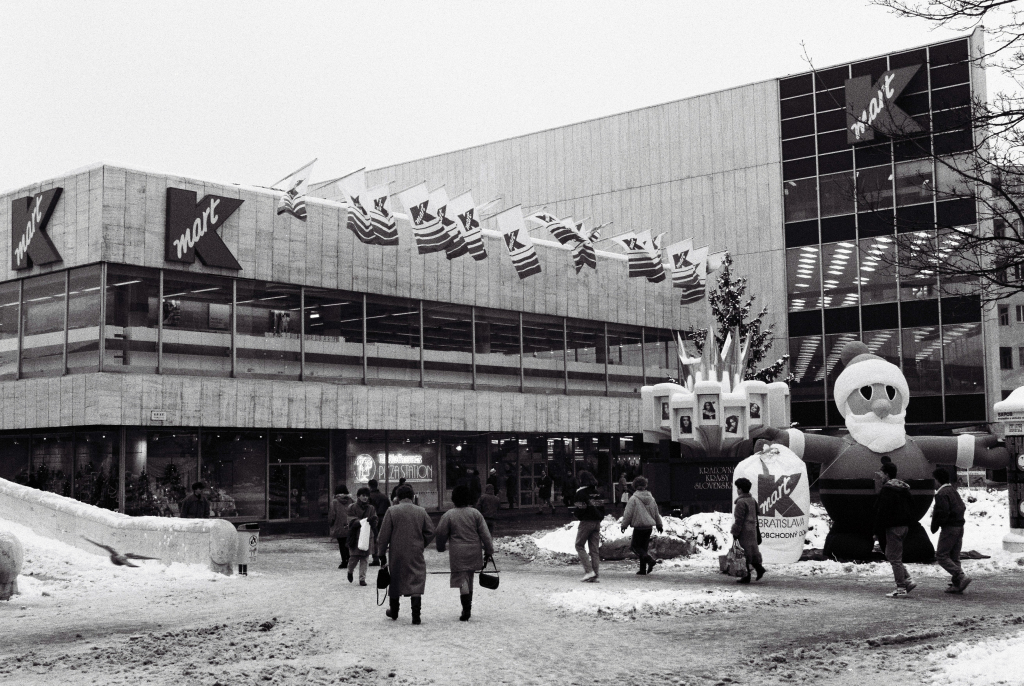
Bývalý Kmart v Bratislavě, Slovensko, začátek 90. let.

 V roce 2002 firma vyhlásila úpadek a v roce 2005 se spojila s dalším někdejším maloobchodním gigantem Sears. Kmart měl v tomto roce okolo 1400 prodejen, Sears bezmála 900. Kmart se nedokázal přizpůsobit rostoucímu podílu nákupů probíhajících online, nezvládal konkurovat řetězcům Walmart a Target a mateřská společnost v roce 2018 znovu vyhlásila úpadek. V roce 2019 bylo stále otevřených 191 prodejen Kmart, tento počet však dále klesal. Poslední plnohodnotný Kmart ve Spojených státech byl uzavřen v říjnu 2024. Kmart nadále funguje online a kromě jedné prodejny s omezeným sortimentem na Floridě má jeden obchod na Guamu a několik na Amerických Panenských ostrovech.
V roce 1992 společnost převzala 13 obchodních domů v Československu po řetězci Prior v rámci privatizačního projektu, v těch pak otevřela Československou akvizici Kmartu. Těchto 13 obchodních domů, z toho šest v ČR a sedm na Slovensku bylo provozováno do roku 1996, kdy byly prodány britskému řetězci Tesco.